# Димен мангабей
Димен мангабей (Cercocebus atys) е вид бозайник от семейство Коткоподобни маймуни (Cercopithecidae). Видът е световно застрашен, със статут Уязвим.

## Разпространение
Разпространен е в Буркина Фасо, Гана, Гвинея, Гвинея-Бисау, Кот д'Ивоар, Либерия, Сенегал и Сиера Леоне.